# 野田美桜
野田 美桜（のだ みお、1997年4月2日 - ）は、日本の女優、タレント。 福岡県出身。ステッカー所属。血液型はA型。

## 略歴
- 2012年NHK Eテレ「Rの法則」のR’sオーディションに一般から応募し、見事合格。11月より3期R'sとしてレギュラー出演。

## 出演

### テレビドラマ
- 刑事夫婦3（2017年2月27日、TBS） - 麻美 役
- 嫌われる勇気 第9話（2017年3月9日、フジテレビ） - 部活帰りの女子高生 役
- 100万円の女たち 第6話・最終話（2017年5月19日・6月30日、テレビ東京） - 書店の女子高校生 役
- CHIEF〜警視庁IR分析室〜（2018年4月15日、テレビ朝日） - タオ 役
- びしょ濡れ探偵 水野羽衣 第1話（2019年7月4日、テレビ東京） - 桜井由理絵 役
- 大江戸スチームパンク（2020年1月19日 - 3月22日、テレビ大阪） - 紫太夫 役
- 死にたい夜にかぎって 第3話（2020年3月9日、MBS / 3月11日、TBS）
- 銀座黒猫物語 第4話 松崎煎餅編（2020年8月7日、関西テレビ） - サユリ 役
- ソロモンの偽証（2021年10月3日 - 11月21日、WOWOW）

### 配信ドラマ
- 100万円の女たち 第6話・第12話（2017年4月、Netflix）-書店の女子高校生 役
- 妖怪人間ベラ 〜episode.0〜（2020年8月13日配信、全10回、Amazon・プライムビデオ） - 織田凛 役[2]

### その他のテレビ番組
- Rの法則（2012年11月 - 2018年3月、NHK Eテレ）−第3期・R'sナンバー：000046
- 未来ロケット（2015年、フジテレビ）
- 週刊ニュース深読み（2015年8月1日・2016年1月16日、NHK総合）
- NHKスペシャル 18歳からの質問状（2016年5月4日、NHK総合）

### 映画
- 暗黒女子（2017年4月1日、東映 / ショウゲート） - 生徒 役
- 斉木楠雄のΨ難（2017年10月21日、SPE / アスミック・エース） - 二宮裕子 役
- 神と人との間（2018年1月27日） - 七海 役
- いぬやしき（2018年4月20日、東宝） - クラスメイト 役
- SUNNY 強い気持ち・強い愛（2018年8月31日、東宝）- SUNNYメンバー 裕子（学生時代）役[3]
- 3D彼女 リアルガール（2018年9月14日、ワーナー・ブラザース映画） - クラスメイト 役

### CM
- ソフトバンク、SUPER STUDENT「学校」篇（2017年）
- しまむらスウェッターズ（2017年）

### 舞台
- 新宿コメディーショー　ユーキース・エンタテインメントvol.19

### MV
- SCAPEGOAT「君を殺して僕も死ぬ（嘘）」（2017年）